# Kleiner Moa
Der Kleine Moa (Emeus crassus) ist eine ausgestorbene Vogelart aus der auf Neuseeland endemischen Ordnung der Moa (Dinornithiformes). Er ist der einzige Vertreter der Gattung Emeus.

## Aussehen
Im Stand erreichte Emeus crassus eine Größe zwischen 150 und 180 cm. Sein Gewicht lag zwischen 51 und 70 kg. Im Vergleich zu anderen Moaarten hatte er außergewöhnlich große Füße, wodurch er sich nur langsam fortbewegen konnte. Zudem besaß er einen langen Hals und starke Beine. Sein Federkleid war vermutlich beige und in Richtung des Kopfs wuchs es kürzer, so dass man davon ausgehen kann, dass dieser kahl war. Die Weibchen der Gattung waren 15 bis 25 % größer als die Männchen.

## Lebensraum
Emeus crassus lebte vorwiegend in der östlichen und südöstlichen Küstenregion der Südinsel von Neuseeland. Weiter westlich kam die Art in geringeren Populationsdichten vor, findet sich aber dennoch regelmäßig in Fossillagerstätten. Ihr Habitat waren die Tiefebenen, die Wälder, Wiesen, Buschland und Graslandschaften umfassen. Durch einen Fund im Moor von Pyramid Valley konnte sogar bei mindestens zwei Exemplaren der Mageninhalt analysiert werden. Er umfasste hauptsächlich Früchte, unter anderem von Myoporum spp., Klebsamen (Pittosporum spp.), Prumnopitys spp. und Rubus spp.

## Fossilien

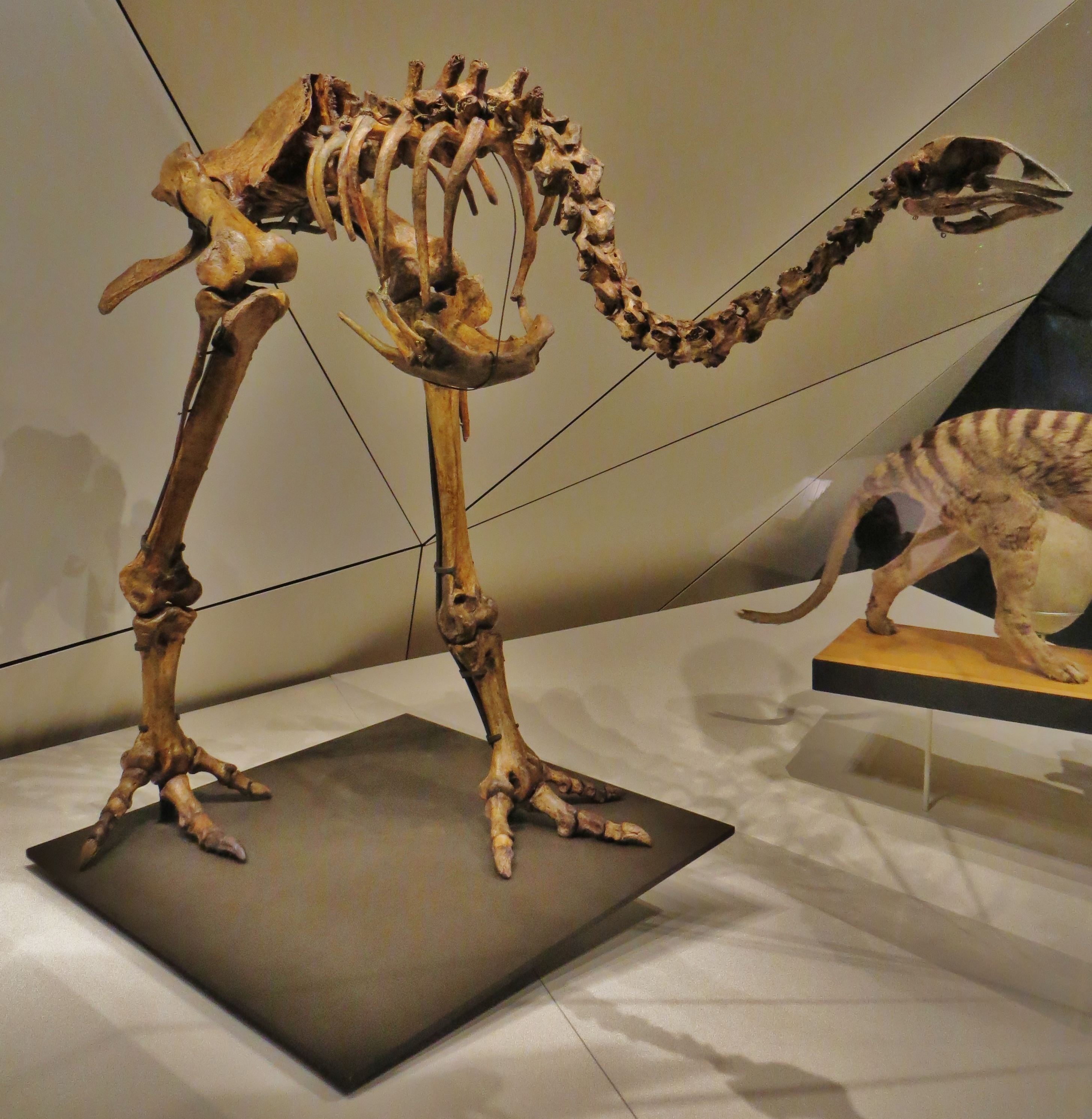
Skelett in Lyon

Neben Hautresten, Weichteilen und einzelnen Knochen wurden auch komplette Skelette gefunden, die im Zoologischen Museum Kopenhagen, im Musée des Confluences, im Field Museum of Natural History und im Auckland War Memorial Museum zu sehen sind. Ein bis drei weitgehend vollständige Eier können der Art zugerechnet werden.